# Свети Петнадесет тивериополски мъченици (Струмица)
Вижте пояснителната страница за други значения на Свети Петнадесет тивериополски мъченици.
„Свети Петнадесет тивериополски мъченици“ (на македонска литературна норма: „Свети Петнаесет тивериополски маченици“) е православна манастирска църква в град Струмица, Северна Македония. Църквата, част от Струмишката епархия на Македонската православна църква – Охридска архиепископия, е наследник на три антични и средновековни храма, посветени на Светите Петнадесет тивериополски мъченици.

## Местоположение
Археологическият комплекс е разположен в южната част на Струмица, на днешната улица „Славчо Стоименски“, на мястото на стария християнски некропол, извън стените на античния град.

## Антични и средновековни храмове
След смъртта си петнадесетте свещеномъченици били погребани в гробищата извън града. Сред местното население веднага се появяват техен култ. Върху гробниците е издигната раннохристиянска трикорабна базилика. От нея е запазена част от централната олтарна апсида, както и най-стария под със северния силобат, на който има фрагментирани мраморни бази, за които се смята, че са принадлежали на стар античен обект. Базиликата е разрушена от аварските и славянските нашествия и на нейно място са изградени гробници. В централната гробница са изрисувани кръстове с червена боя.
Към края на IX или в началото на X век, след покръстването на България, култът към Петнадесетте мъченици се възражда и на основите на раннохрисиянската базилика и над гробовете на мъчениците е издигната петкуполна кръстовидна църква с централна зидана гробница, разхоложена под наоса, в която са изписани Петнадесетте мъченици. Църквата е от така наречения цариградски или сложен тип и може би прилича на петокуполната Климентовата църква в Охрид. По желание на Борис I част от мощите на мъчениците са положени в новопостроения катедрален храм на Брегалница, също посветен на Петнадесетте тивериополски мъченици.
По времето на архиепископ Теофилакт Охридски в края на XI или началото на XII век вероятно църквата е обновена, тъй като са открити фрагменти от стенописи от периода. Архиепископ Теофилакт е автор на нова версия на житието на мъчениците. В XIII век архиепископ Константин Кавасила пише два канона, посветени на свещеномъчениците. В 1348 - 1352 година цар Стефан Душан дарява църквата „Свети Петнадесет“ в Струмица като задушбина на новооснования манастир „Свети Архангели“ в Призрен.
Вероятно след османското завоевание църквата е разрушена.

## Нов храм
В 1921 година на мястото на античния и средновековен храм е издигнат малък параклис.
В 1971 година североизточно в двора на археологическия обект е изградена нова църква, посветена на Светите тивериополски мъченици. Проектирана е от Стоян Коцев. В църквата е разположена Струмишката галерия за икони.